# Українська студія хронікально-документальних фільмів
Українська студія хронікально-документальних фільмів (Київська студія хронікально-документальних фільмів, «Укркінохроніка») — студія хронікально-документальних фільмів, створена у 1931 році у Харкові на базі Товариства друзів радянського кіно, з 1939 року міститься у Києві по вулиці Євгена Коновальця, 18.
Випускала документальні фільми та кіножурнали: «Радянська Україна», «Молодь України», «Піонерія», «Україна спортивна», «Україна сьогодні». Під час Другої світової війни були створені фронтові кіногрупи, до яких входили кінооператори студії Борис Вакар, Валентин Орлянкін, Олександр Ковальчук, Михайло Пойченко, Ізраїль Гольдштейн та інші.
Серед кінодокументалістів, які працювали на студії:
- сценаристи Владлен Кузнецов, Ігор Малишевський, Валентина Маркова, Петро Яровенко, Олена Москаленко, Олена Завгородня, Вадим Пепа;
- режисери Володимир Артеменко,Олександр Косінов, Анатолій Слісаренко, Віктор Шкурин, Анатолій Федоров, Ігор Грабовський, Володимир Шевченко, Арнольдо Фернандес, Віктор Маковеєв, Олександр Коваль, Юрій Терещенко, Микола Лактіонов-Стезенко, Сюзання Шаповалова, Володимир Фесенко, Павло Фаринюк, Майя Лінійчук, Михайло Саченко, Валентин Пивоваров, Хаджи-Мурад Мамедов, Щербаков Едуард Миколайович, Олександр Якимчук, Михайло Романов;
- оператори Ігор Писанко, Олександр Лісовий, Віктор Шувалов,Володимир Васильєв,Олександр Вертелецький, Віктор Єфименко, Анатолій Химич, Іван Керсек, Федір Клименко, Микола Луканьов, Яків Лейзерович, Анатолій Солопай, Валерій Мороз, Володимир Таранченко, Євген Патлашенко, Олександр Радинський, Микола Гресько, Віталій Гришков, Богдан Підгірний, Яків Мєстечкін, Яків Марченко, Володимир Зикєєв, Віктор Хотінов, Яків Марченко, Соломон Гольбріх, Федір Камінський, Марк Койфман.

Директорами студії були Григорій Радченко, Віктор Деркач, Микола Козін, Іван Лимар, Олександр Коваль, Андрій Крижановський, Костянтин Шамін, Наталя Шевчук, Аліна Хорошилова.
На теперішній час керівником ДП УкрКіноХроніка є Володимир Авраменко.
Друге життя отримала стара кінохроніка в документальних серіаліах «Хроніка надій та ілюзій», здійснених на студії «Телекон».
Фільми та сюжети зняті на Укркінохроніці на сьогодення зберігаються в фондах Центрального державного кінофотофоноархіву України ім. Г. С. Пшеничного.
Фільми створені УкрКіноХроніка можна переглянути на YouTube  каналі за посиланням  :
https://youtube.com/@ukrkinochronika2363